# مركز أبحاث التوحد
مركز أبحاث التَّوحُّد هو مركز تابع لمستشفى الملك فيصل التخصصي يهتم في مرضى التوحد وكيفية علاجهم واجراء بحوث متعلقة بمرضى التوحد.

## النشأة
تأسس مركز أبحاث التَّوحُّد بمستشفى الملك فيصل التخصصي ومركز الأبحاث بمنحة مقدمة من الشركة السعودية للصناعات الأساسية «ســابـك» في عـام 2010م.

## الأهداف
- مواءمة أحدث الطـرق التشخيصية والعلاجية المبنية على البراهين .
- إجراء أبحاث متقدمة بغرض الوصول لفهم التفاصيل الدقيقة لمسببات التوحد .
- الكشف عن سبل التشخيص المبكر لمرضى التوحد .
- وتحقق هذه الأهداف بالتعاون مع مختلف المراكز المحلية و الإقليمية والعالمية, ويسعى المركز أيضا إلى أن يكون مصدراً ومرجعاً موثوقاً في جميع جوانب تشخيص وفحص التوحد وذلك عن طريق: ترجمة أدوات الفحص والتشخيص المصدقة والفعالة بحيث تكون متاحة ومناسبة للمجتمع.

## الرؤية
يسعى المركز ليصبح مركزًا مرجعيًا لتشخيص اضطراب طيف التوحد والتدخل المبكر، ويكون مساهما في رفع مستوى جودة الخدمات في المملكة العربية السعودية ويساعد في عملية الدمج في المجتمع, وذلك لتحقيق الريادة في مجال أبحاث التوحد.

## مهام المركز
- تأسيس مراجع عربية من خلال ترجمة أدوات الفحص والتشخيص وأساليب التدخل المبكر للمتحدثين باللغة العربية في مجتمعنا والعالم العربي.
- تقديم التدريب المهني لرفع مستوى الأداء التشخيصي والتدخلي لاضطراب طيف التوحد.
- إجراء ودعم الأبحاث المتقدمة والقابلة للتطبيق.
- القيام بالحملات التوعوية للمجتمع.

## الموقع
```
يقع مركز أبحاث التَّوحُّد في مبنى مستقل داخل مستشفى الملك فيصل التخصصي في 
مدينة الرياض
.
```

## مكونات المركز
يتكون المركز من عيادات الأبحاث وغرف اجتماعية، وجميعها مزودة بكاميرات نظام التليفزيون مغلق الدائرة (CCTV)، وذلك للنقل الحي الداخلي والتسجيل، والذي يُعَدُّ ذا أهمية كبيرة لعملية التشخيص والبحوث, وقد  تم تصميم المركز ليلبي احتياجات رعاية وراحة الأطفال وعائلاتهم.